# Via Martelli
La via Martelli est une rue de Florence qui part de la Piazza del Duomo au centre historique pour s'arrêter 200 mètres plus loin prolongée par la Via Cavour.

## Description
Malgré son court parcours on peut y relever les édifices suivants :
- Le lyceo Galileo Galilei, anciennement collegio degli Scolopi
- la chiesa di San Giovannino degli Scolopi
- le Palazzo Testa qui hébergea plusieurs années la librairie Martelli aujourd'hui fermée.
- le Palazzo Martelli qui donne son nom à la rue.

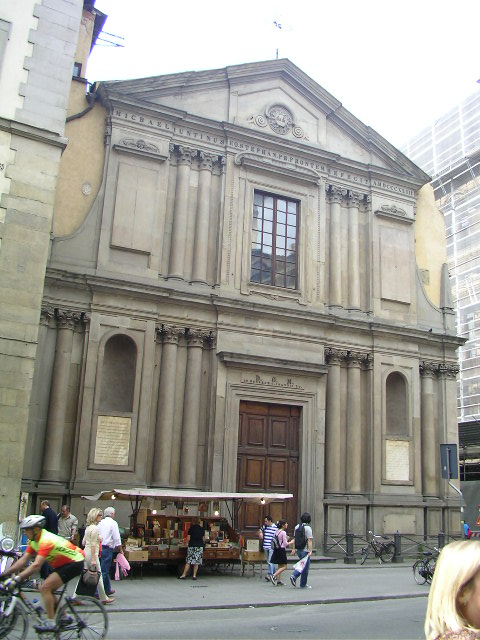
La chiesa di San Giovannino degli Scolopi.
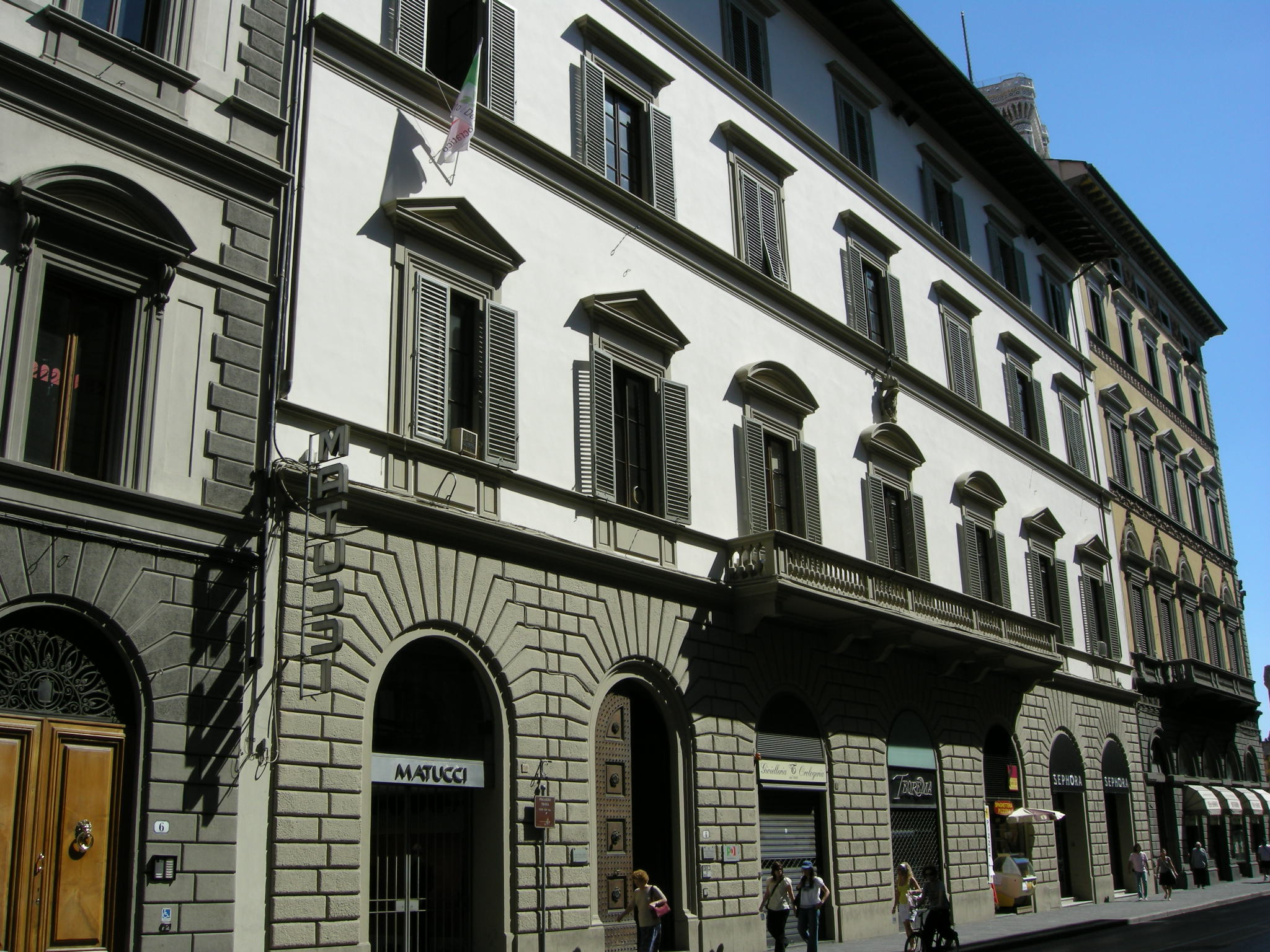
Le palazzo Testa.
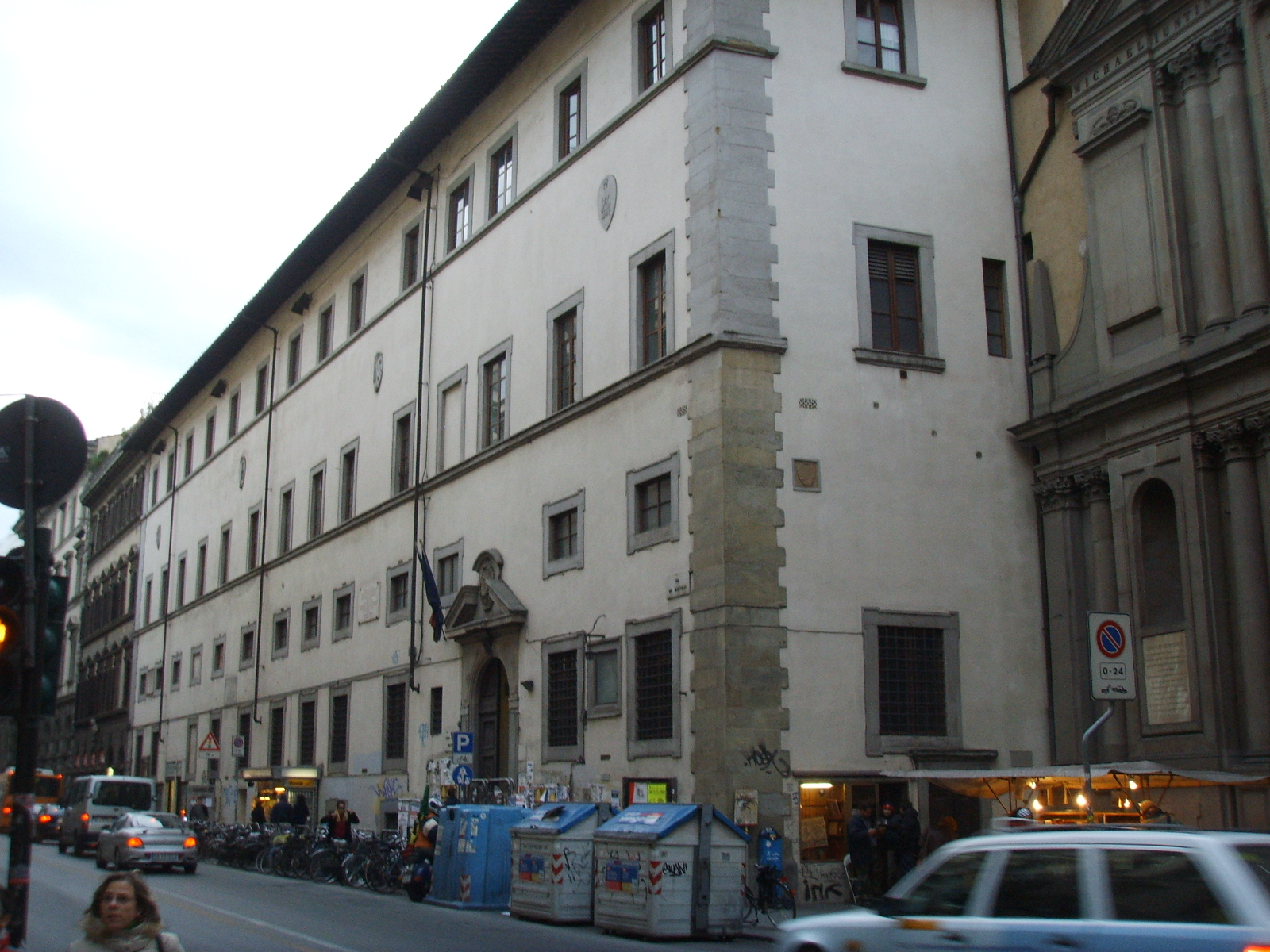
Le palazzo Martelli.